# Astrodon johnstoni
Astrodon johnstoni ("Johnsons stjärntand") är en art av dinosaurier som tillhör släktet Astrodon, en stor brachiosaurid från äldre krita (aptian- till albian-epokerna, 121 till 112 miljoner år sedan) i det som idag är östra USA. Man har beräknat längden hos ett fullvuxet djur till mellan 15 och 25 meter, och höjden till mellan 4 och 10 meter.

## Etymologi
Astrodons namn kommer från grekiskans άστρον/astron, vilket betyder 'stjärna', och σαυρος/saurus, vilket betyder 'ödla'. Namnet Astrodon anspelar på tandens form.

## Fynd
År 1859 hittades två tänder i Arundel-formationen nära Bladensburg, Maryland och fick namnet Astrodon av Christopher Johnson. Emellertid gav Johnson inte släktet något artnamn, och därmed har Joseph Leidy erkänts som släktets beskrivare i och med att han gav det det fullständiga namnet Astrodon johnstoni, typarten, år 1865.

## Historia
År 1888 namngav Othniel Charles Marsh några ben från Arundel-formationen nära Muirkirk, Maryland till Pleurocoelus nanus och P. altus. Fynden mätte 5 meter, och han trodde att det var den minsta fullvuxna sauropoden någonsin. Emellertid argumenterade Charles W Gilmore för att Astrodon hade prioritet år 1921, en position som Carpenter och Tidwell (2005) har accepterat i den första djupa beskrivningen av denna dinosaurie. Något som är intressant att påpeka är att de flesta av benen efter Astrodon kommer från ungdjur. Astrodon anses ibland bara en synonym med Pleurocoelus, och många är osäkra på vilket namn det är som är korrekt. Carpenter och Tidwell anser därmed att de två arterna som namngavs av Marsh, P. nanus och P. altus, är olika tillväxtskeden hos olika individer som tillhör Astrodon johnstoni. År 1991 hittades nämligen stora tänder och ett stort lårben som mätte nära 2 meter långt efter Astrodon. Detta sade emot Marshs idé om att Astrodon var en liten sauropod, och man tror idag att den kan ha mätt upp till 25 meter.
1998 valdes Astrodon johnstoni till att representera delstaten Maryland i USA.